# Rosas (Madrid)
Rosas es un barrio administrativo de Madrid situado al este de la ciudad y perteneciente al distrito de San Blas-Canillejas. En él se encuentran la colonia de Las Musas, los terrenos donde se ubica el Estadio Metropolitano y parte del ámbito de Las Rosas (el Ensanche Este de San Blas), encontrándose el resto de este dividido entre los barrios de Arcos y Pueblo Nuevo. Cuenta con una superficie de 9,388024 km².

## Accesos
El barrio se encuentra comunicado tanto por transporte público como privado. En este último caso, su acceso por carretera se realiza por las salidas 9 (solamente en sentido horario), 10 y 12 de la autopista M-40, además de estar conectado a los barrios colindantes mediante diversas vías urbanas.
Respecto al transporte público, Metro de Madrid tiene tres paradas en el barrio de Rosas: Las Rosas, perteneciente a la línea 2, siendo ésta su cabecera, y las estaciones de Las Musas y Estadio Metropolitano, ambas de la línea 7. Esta última estación efectúa la función de cabecera de cambio de tren entre el tramo de MetroEste y el resto de la red de Metro.
En autobús, existen las siguientes líneas de EMT Madrid que dan servicio al barrio: 38, 48, 106, 140, 153, 167, E2, N6 y N7, además de las líneas interurbanas 286, 287, 288 y 289.